# Martin X-23 PRIME
Martin X-23A PRIME (Precision Reentry Including Maneuvering reEntry) là một loại phương tiện bay kiểu thân nâng được Không quân Hoa Kỳ thử nghiệm vào giữa thập niên 1960.

## Tính năng kỹ chiến thuật (X-23)
Đặc điểm tổng quát
- Kíp lái: 0
- Chiều dài: 6 ft 9 in (2,07 m)
- Sải cánh: 3 ft 10 in (1,16 m)
- Chiều cao: 2 ft 1 in (0,64 m)
- Trọng lượng có tải: 890 lb (405 kg)
- Động cơ:  ×

 Hiệu suất bay 
- Vận tốc cực đại: Mach 25
- Tầm bay: 710 dặm (1.143 km)
- Hypersonic L/D Ratio: 1:1